# コロニス (小惑星)

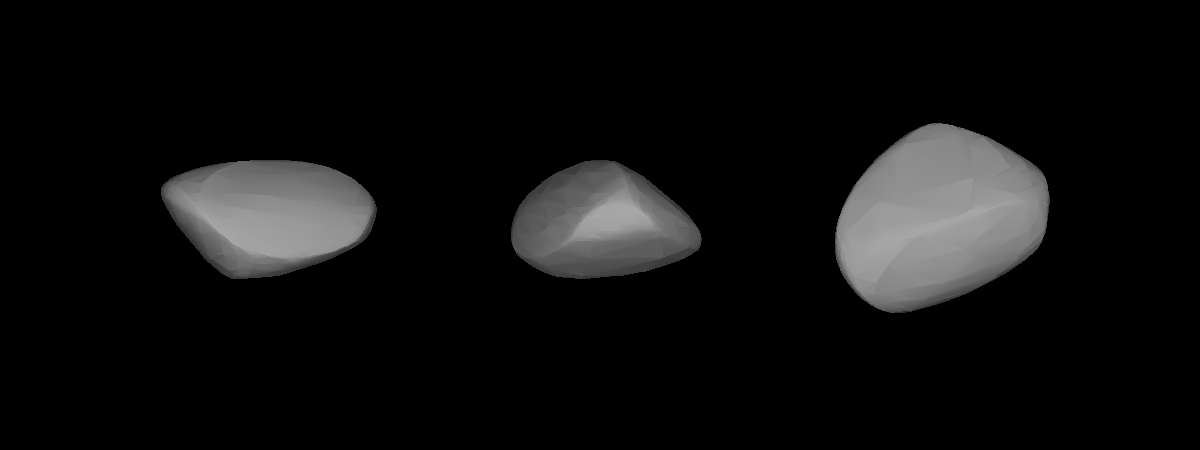
3Dモデル

コロニス (158 Koronis) は、小惑星帯に位置するS型小惑星の一つ。
1876年1月4日にベルリン天文台でロシアの天文学者、ヴィクトール・クノールが発見し、彼が発見した最初の小惑星となった。ギリシア神話に複数登場するコロニスのいずれかから名付けられた。
この小惑星自体には際立った特徴はないが、コロニス族は最も大きな小惑星族の一つである。これに属する小惑星の一つ (243) イダはガリレオによって詳しく観測され、コロニス族の概観などが明らかになった。
光度曲線から作られたモデルによると、コロニスの形はイダに似ていて、イダよりも少し大きいと考えられる。
2005年12月13日、日本で掩蔽が観測され、大きさが推測された。